# Linke (Familienname)
Linke ist der Familienname folgender Personen:

## Namensträger
- André Linke (Carina Linke; * 1984), deutsche Autorin, siehe C. R. Scott
- Adrian Linke (* 1970), deutscher Schauspieler
- Andreas Linke, deutscher Film- und Fernseh-Regisseur
- Angelika Linke (* 1954), deutsche Sprachwissenschaftlerin
- Arno Linke (1920–1992), deutscher Parteisekretär (SED), behandelnder Arzt von Walter Ulbricht, Internist und Hochschullehrer
- Axel Linke (* 1966), deutscher Politiker (CDU), Bürgermeister von Warendorf
- Bernhard Linke (* 1961), deutscher Historiker
- Carl Richard Linke (1889–1962), deutscher Matrose in der Kaiserlichen Marine und Autor
- Carsten Linke (* 1959), deutscher Schauspieler
- Carsten Linke (* 1965), deutscher Fußballspieler
- Christian Linke (* 1987), deutscher Produzent und Emmy-Preisträger
- Christopher Linke (* 1988), deutscher Leichtathlet
- Denise Linke (* 1989), deutsche Journalistin und Herausgeberin
- Detlef B. Linke (1945–2005), deutscher Hirnforscher
- Dietmar Linke (* 1940), deutscher Chemiker, Wissenschaftshistoriker und Hochschullehrer
- Dorit Linke (* 1971), deutsche Schriftstellerin
- Eberhard Linke (1937–2025), deutscher Bildhauer
- Edmund Linke (ca. 1890–1930), deutscher Filmregisseur und Filmproduzent
- Erwin Linke (1920–2013), deutscher Turner und Turntrainer
- Ewa Prawicka-Linke, polnische Ballonsportlerin
- François Linke (1855–1946), französischer Ebenist
- Franz Linke (1878–1944), deutscher Meteorologe
- Frank Linke-Crawford (1893–1918), englisch-österreichischer Jagdflieger der k.u.k. Monarchie im Ersten Weltkrieg
- Friederike Linke (* 1981), deutsche Schauspielerin
- Gabriele Linke (* 1955), deutsche Anglistin
- Gerd Linke (1937/1938–2007), deutscher Dirigent, Chorleiter, Schauspieler, Komponist und Regisseur
- Gert Linke (* 1948), österreichischer Bildhauer
- Gottfried Linke (1792–1867), deutscher Unternehmensgründer, siehe Alstom Transport Deutschland
- Gregor Linke (* 1977), deutscher Basketballspieler
- Günter Linke (1906–1984), deutscher Politiker (DNVP, CDU), Mitglied des Abgeordnetenhauses von Berlin
- Gustav Adolph Linke (1798–1867), preußischer Baubeamter und Lehrer
- Hansjürgen Linke (1928–2025), deutscher Germanist und Mediävist
- Hans-Werner Linke (* 1942), deutscher Fußballspieler
- Harald Linke (1928–2024), deutscher Landschaftsarchitekt
- Hartmut Linke (1932–2025), deutscher Politiker (SPD), Landrat des Landkreises Dahme-Spreewald
- Helmut Linke (1928–2016), deutscher Journalist
- Hermann Linke (1866–1925), deutscher Gewerkschafter und Politiker (SPD)
- Horst Günther Linke (* 1942), deutscher Historiker
- Jana Linke (* 1990), deutsche Fußballspielerin
- Johannes Linke (Schriftsteller) (* 1900, vermisst seit 1945), deutscher Schriftsteller
- Johannes Linke (Geograph) (1905–1975), deutscher Geograph, Lehrer und Heimatforscher
- Joseph Linke (1783–1837), deutsch-österreichischer Cellist und Komponist
- Karl Linke (1889–1962), deutscher Pädagoge
- Karl Linke (General) (1900–1961), deutscher Offizier
- Karla Linke (* 1960), deutsche Schwimmerin
- Kaspar Linke († 1463), Bischof von Pomesanien
- Karsten Linke (* 1963), deutscher Kommentator
- Lena Linke (* 2003), deutsche Volleyballspielerin
- Lilo Linke (1906–1963), deutsche Schriftstellerin
- Madeleine Linke (* 1992), deutsche Politikerin (Bündnis 90/Die Grünen)
- Marcel Linke (* 1981), deutscher Eishockeyspieler
- Maria Viktoria Linke (* 1976), deutsche Dramaturgin und Theaterregisseurin
- Marianne Linke (* 1945), deutsche Politikerin
- Marvin Linke (* 1992), deutscher Schauspieler
- Max Linke (1934–2024), deutscher Geograph und Dozent
- Niklas Linke (* 2001), finnisch-deutscher Fußballspieler
- Norbert Linke (1933–2020), deutscher Komponist und Musikwissenschaftler
- Oskar Linke (Schriftsteller) (1854–1928), deutscher Schriftsteller und Journalist
- Oskar Linke (Pädagoge) (1886–1949), deutscher Reformpädagoge
- Oskar Linke (Schauspieler), deutscher Schauspieler und Filmproduzent
- Otto Linke (1846–1930), deutscher Lehrer und Historiker
- Patrick Linke, Synchronsprecher und Moderator
- Paul Linke (1844–1917), deutscher Maler
- Paul F. Linke (1876–1955), deutscher Phänomenologe
- Rainer Linke (* 1950), deutscher Jazz-Bassist und Schulleiter
- Richard Linke (1909–1995), deutscher Kapitän zur See
- Robert Linke (* 1958), deutscher Künstler und Komponist
- Roman Linke (* 1967), deutscher Choreograph
- Siegfried Linke (1934–1983), deutscher Gebrauchsgrafiker und Illustrator
- Susanne Linke (* 1944), deutsche Solotänzerin und Choreografin
- Tara Linke (* 1983), deutsch-französische Schauspielerin
- Thomas Linke (Schauspieler) (* 1965), deutscher Schauspieler und Sprecher
- Thomas Linke (* 1969), deutscher Fußballspieler
- Volkard Linke (1938–2013), deutscher Physiker
- Wilfried Linke (* 1950), deutscher politischer Aktivist und Schriftsteller
- Wilhelm Linke (1905–1987), deutscher Werkmeister, Bremer Bürgerschaftsabgeordneter (SPD)
- Wolfgang Linke (* 1962), deutscher Mediziner